# Evangelische Landeskirche in Waldeck
Die Evangelische Landeskirche in Waldeck (bis 1922 Evangelische Kirche in Waldeck-Pyrmont) war eine Kirche, die als Territorialkirche im Deutschen Reich in der Reformationszeit entstand und als Landeskirche bis 1934 existierte. Dann ging sie mit der Evangelischen Landeskirche in Hessen-Kassel größtenteils in der Evangelischen Kirche von Kurhessen-Waldeck auf.

## Geschichte
Die Geschichte der Kirche ist untrennbar mit der Grafschaft Waldeck verbunden, die 1625/1691 mit der Grafschaft Pyrmont zur Grafschaft (später Fürstentum) Waldeck-Pyrmont vereinigt wurde. Die Reformation lutherischer Prägung wurde in den Fürstentümern Waldeck und Pyrmont ab 1525 eingeführt. Treibende Kraft im Waldecker Land war Johann Hefentreger. Neben den lutherischen Gemeinden bildeten sich in Arolsen und Korbach kleinere reformierte Gemeinden; die einzige komplett reformierte Ortschaft war Züschen, das erst 1625 endgültig an Waldeck kam. 1821 wurde eine Union zwischen den lutherischen und reformierten Gemeinden durchgeführt. Gegen das Bestehen einer einheitlichen evangelischen Landeskirche regte sich seit 1850 Widerstand seitens einiger Lutheraner, angeführt vom Sachsenberger Pfarrer Rudolf Rocholl. Seine Anhänger traten 1864 aus der Landeskirche aus und gründeten eine eigene Gemeinde, die 1866 staatlich anerkannt wurde und sich der Evangelisch-Lutherischen Kirche in Preußen anschloss.
Oberhaupt der Landeskirche war der jeweilige Fürst von Waldeck und Pyrmont. Die Verwaltung oblag dem Konsistorium, das 1675 von Graf Georg Friedrich und Christian Ludwig in Mengeringhausen gegründet und 1728 nach Arolsen verlegt wurde. Seit dem Anfang des 18. Jahrhunderts war es als eigenständige Behörde von der fürstlichen Verwaltung getrennt. Den Vorsitz führte jedoch immer ein Präsident oder Direktor der Regierung in Personalunion. Ihm standen die weiteren Regierungsmitglieder zur Seite; dazu kam ein Pfarrer (ab 1840 zwei) als Konsistorialrat. 1852/53 wurde das Konsistorium als selbständige Kirchenoberbehörde formal aus der Regierung ausgegliedert; der Fürst berief jedoch weiterhin leitende Juristen des Fürstentums als Präsidenten. Gleichzeitig wurde die Evangelische Kirche in Waldeck und Pyrmont in vier Kirchenkreise eingeteilt (Eder, Eisenberg, Twiste und Pyrmont), die der politischen Einteilung des Landes entsprachen.
1867 ging die Verwaltung des Fürstentums Waldeck-Pyrmont an Preußen über, wenngleich das Fürstentum formal weiterbestand. Der amtierende Fürst war forthin nur noch Kirchenoberhaupt, übte das Begnadigungsrecht aus, erhielt den Ertrag der Domänen und hatte ein Zustimmungsrecht bei Gesetzen. Im Jahr 1873 erhielt die Evangelische Landeskirche Waldeck und Pyrmont eine Synodalordnung. Die aus Pfarrern und Mitgliedern der seit 1857 bestehenden Kirchenvorstände zusammengesetzten Synoden hatten innerhalb des weiterhin vom Fürsten durch das Konsistorium ausgeübten Kirchenregiments aber nur beratende Funktionen.
Nach dem Ende des Ersten Weltkriegs wurde Waldeck-Pyrmont 1918 ein Freistaat innerhalb der Weimarer Republik. Weil das landesherrliche Kirchenregiment weggefallen war, wurde das Konsistorium in Arolsen durch die neue Kirchenverfassung von 1921 zum „Landeskirchenrat“ umgebildet, bestehend aus dem Landeskirchenausschuss und dem Landeskirchenvorstand. Letzterem gehörten ein Jurist, nämlich der schon seit 1912 als Konsistorialpräsident amtierende Hermann Dihle, und die Oberkirchenräte Karl Weiß und Bernhard von Haller an. Die Landessynode wurde zum Landeskirchentag umgebildet.
1922 wurde der Teil Pyrmont vom Freistaat Waldeck und Pyrmont abgetrennt und der preußischen Provinz Hannover angeschlossen. Der verbleibende Rest ging zum 1. April 1929 im Freistaat Preußen auf und wurde der Provinz Hessen-Nassau zugeschlagen. Damit wuchs auch der Druck auf die Landeskirche, sich einer größeren Nachbarkirche anzuschließen bzw. sich an den schon seit 1926 betriebenen Plänen zur Vereinigung der hessischen evangelischen Kirchen zu beteiligen. Dies stieß jedoch auf große Vorbehalte. Gegner eines Zusammenschlusses sahen eine Chance, den ungefragt preußisch gewordenen Waldeckern mit der eigenständigen Landeskirche eine „einigende Klammer“ zu geben. Noch im Januar 1933 verweigerte der waldeckische Landeskirchentag eine grundlegende Entscheidung für oder gegen einen Zusammenschluss. Unter dem Eindruck der auf die nationalsozialistische „Machtergreifung“ folgenden kirchlichen Umgestaltung bemühte sich Hermann Dihle im Frühjahr 1933 um einen Anschluss der Kirche an die Evangelische Kirche der Altpreußischen Union.
Die als Kirchenpartei der NSDAP gegründeten „Deutschen Christen“ konnten jedoch im Sommer 1933 eine Mehrheit in den Synoden der Kirchen von Waldeck und Hessen-Kassel und die Macht in der neugebildeten Deutschen Evangelischen Kirche (DEK) erlangen und ihren Wunsch nach einer Kircheneinteilung, die der Parteiorganisation der NSDAP entsprach, durchsetzen. Der im September 1933 tagende Landeskirchentag machte den Weg für den Anschluss an die hessische Nachbarkirche frei, behielt sich allerdings die letzte Entscheidung vor. Im Januar 1934 erklärte Reichsbischof Ludwig Müller den Landeskirchenrat für abgesetzt und ernannte den Amtsgerichtsrat Heinrich Happel zum Bevollmächtigten. Happel entließ die bisherigen Mitglieder des Landeskirchenrats und erklärte auch den Landeskirchentag für aufgelöst. Damit konnte der Anschluss vollzogen werden. Am 12. Juni 1934 beschloss der Landeskirchentag der Evangelischen Landeskirche in Hessen-Kassel den Zusammenschluss mit der waldeckischen Kirche, allerdings ohne Pyrmont, das nun auch kirchlich der lutherischen Landeskirche Hannovers angeschlossen wurde. Zum 31. Juli 1934 trat die Auflösung der Landeskirche in Kraft. 
Die waldeckischen Kirchenkreise (der Eder und Frankenberg sowie der Twiste und des Eisenbergs, jeweils 2014 vereinigt zum Kirchenkreis Eder bzw. Kirchenkreis Twiste-Eisenberg), bildeten innerhalb der neuen Kirche einen eigenen Sprengel, der 1976 mit dem Sprengel Marburg zum Sprengel Waldeck und Marburg vereinigt wurde.

## Gesangbücher
Als wichtigste Gesangbücher der Kirche sind zu nennen:
Neues Waldeckisches Gesangbuch für den öffentlichen und häuslichen Gottesdienst mit Hochfürstlich gnädigstem Privilegio, Mengeringhausen, eingeführt im Juli 1790.
Gesangbuch für die evangelische Kirche in den Fürstenthümern Waldeck und Pyrmont, Mengeringhausen, 1863, später mit Liedernachtrag und Anhang „Geistlicher Lieder“.